# Huerta de Valdecarábanos
Huerta de Valdecarábanos település Spanyolországban, Toledo tartományban. Huerta de Valdecarábanos La Guardia, Villanueva de Bogas, Mora, Villamuelas, Villasequilla, Yepes, Ocaña, Cabañas de Yepes és Dosbarrios községekkel határos. Lakosainak száma 1771 fő (2024).

## Népesség
A település népessége az utóbbi években az alábbiak szerint változott:
| Lakosok száma | 1684 | 1724 | 1829 | 1943 | 1900 | 1817 | 1703 | 1649 | 1726 | 1771 |
|               | 2001 | 2004 | 2007 | 2009 | 2012 | 2014 | 2017 | 2019 | 2022 | 2024 |